# Кодирова, Анастасия Александровна
Анастаси́я Алекса́ндровна Коди́рова (до 2007 — Бе́ликова) (р. 22 июля 1979, Челябинск) — российская волейболистка, член национальной сборной (1997—2004). Серебряный призёр Олимпийских игр 2000, двукратный призёр чемпионатов мира, двукратная чемпионка Европы (1997, 1999), 6-кратная чемпионка России. Центральная блокирующая. Заслуженный мастер спорта России (2000). 

## Биография
Начала заниматься волейболом в Челябинске в 1993 году. Первый тренер — Л. В. Сухова. Выступала за команды:
- 1994—1995 — «Метар» (Челябинск),
- 1995—1999 — «Уралтрансбанк» (Екатеринбург),
- 1999—2004 — «Уралочка-НТМК» (Свердловская область),
- 2004—2006 — «Самородок» (Хабаровск),
- 2006—2007 — «Динамо» (Москва),
- 2008 — «Уралочка»-НТМК (Свердловская область),
- 2008—2009 — «Автодор-Метар» (Челябинск),
- 2009—2010 — «Омичка» (Омск),
- 2010—2011 — «Динамо» (Краснодар)
- 2011—2012 — «Факел» (Новый Уренгой).

## Достижения
- 5-кратная Чемпионка России (2000—2004, 2007);
  - двукратный серебряный (1998, 1999) и трёхкратный бронзовый (1996, 1997, 2011) призёр чемпионатов России.

В составе женской молодёжной сборной России:
- чемпионка мира 1997,
  - бронзовый призёр чемпионата мира 1995,
- серебряный призёр чемпионата Европы 1996.

В составе юниорской сборной России:
- серебряный призёр чемпионата мира 1995 и 1997,
- чемпионка Европы 1995 и 1997.

В национальной сборной России выступала с 1997 по 2004 годы. В её составе:
- серебряный призёр Олимпийских игр 2000;
- двукратный бронзовый призёр чемпионатов мира — 1998 и 2002;
- серебряный призёр Кубка мира 1999;
- победитель (1997) и серебряный призёр (2001) Всемирного Кубка чемпионов;
- трёхкратный победитель и трёхкратный серебряный призёр Гран-при;
- двукратная чемпионка Европы — 1997 и 1999.

## Награды и звания
- Заслуженный мастер спорта России (2000);
- Медаль ордена «За заслуги перед Отечеством» II степени (2001).

## Источник
- Волейбол: Энциклопедия / Сост. В. Л. Свиридов, О. С. Чехов. — Томск: Компания «Янсон», 2001.